# Chalaux
Chalaux település Franciaországban, Nièvre megyében. Lakosainak száma 83 fő (2022. január 1.). Chalaux Marigny-l’Église és Saint-Martin-du-Puy községekkel határos.

## Népesség
A település népességének változása:
| Lakosok száma | 78   | 84   | 88   | 86   | 84   | 83   | 83   | 83   | 83   |
|               | 2013 | 2015 | 2016 | 2017 | 2018 | 2019 | 2020 | 2021 | 2022 |